# دوري آيسلندا الممتاز 1941
دوري آيسلندا الممتاز 1941 (بالآيسلندية: Efsta deild karla í knattspyrnu 1941) هو الموسم 30 من  دوري آيسلندا الممتاز. كان عدد الأندية المشاركة فيه  5، وفاز فيه ناتدبيرنوفيلاغ ريكيافيكور.